# Neprilysin
Neprilysin (/ ˌnɛprɪˈlaɪsɪn /), còn được gọi là endopeptidase phụ thuộc kim loại trên màng (MME-membreane metallo-endopeptidase), endopeptidase trung tính (NEP-neutral endopeptidase), cụm biệt hóa 10 (CD10), và kháng nguyên leukemia nguyên lympho bào cấp tính phổ biến (CALLA-common acute lymphoblastic leukemia antigen) là một loại enzyme mà ở người thì được mã hóa bởi gen MME. Neprilysin là metalloprotease (tức là protease phụ thuộc kim loại), ở đây là kẽm. Enzyme này đảm nhiệm vai trò cắt peptide ở phía amino trong phần bên kỵ nước và vô hiệu hóa một số hormone peptide bao gồm glucagon, enkephalins, chất P, neurotensin, oxytocin và bradykinin. Nó cũng phân hủy peptide beta amyloid có vùng cuộn gập bất thường, sự tích lũy các peptide bất thường này trong mô thần kinh có thể coi như là một nguyên nhân của bệnh Alzheimer. Được tổng hợp như một protein liên kết màng tế bào, phần ngoại bào của neprilysin được giải phóng vào miền bên ngoài tế bào sau khi nó được vận chuyển từ bộ máy Golgi đến bề mặt tế bào.
Neprilysin được biểu hiện ở nhiều mô và đặc biệt phong phú ở thận. Nó cũng là một kháng nguyên cho bệnh leukemia nguyên lympho bào cấp tính (ALL) phổ biến, là một dấu chuẩn bề mặt tế bào quan trọng trong chẩn đoán bệnh này ở người. Protein này có mặt trên các tế bào bạch cầu của kiểu hình tiền B, chiếm 85% các trường hợp ALL.
Các tế bào nguyên sơ tạo máu mà biểu hiện CD10 được coi là "các tế bào nguyên sơ lympho phổ biến", có nghĩa là chúng có thể được biệt hóa thành các tế bào T, B hoặc các tế bào giết tự nhiên. CD10 được sử dụng trong chẩn đoán huyết học vì nó được thể hiện bởi các tế bào B sớm, pro-B và pre-B (tiền B), và ở tâm phôi ở hạch bạch huyết. Các bệnh về huyết học trong đó có biểu hiện CD10 dương tính là ALL, u lympho tế bào T (Angioimmunoblastic T cell lymphoma), u lympho Burkitt, leukemia bạch cầu tủy mãn tính khi bùng phát (90%), u lympho tế bào B lớn lan toả (tùy khác), tế bào trung tâm nang (70%), ung thư bạch cầu tế bào lông (10%), và u tủy (một số). Nó lại có xu hướng âm tính trong bệnh bạch cầu cấp tính, bạch cầu lympho mãn tính, u lympho tế bào biểu bì, và u lympho vùng biên. CD10 được tìm thấy trên các tế bào không T không bị ALL, có nguồn gốc từ các tế bào lympho tiền B, và trong u lympho không Hodgkin liên quan đến tâm phôi như u lympho Burkitt và u lympho nang, nhưng không xuất hiện trên các tế bào bạch cầu hoặc u lympho, vốn có nguồn gốc từ các tế bào B trưởng thành hơn.